# Kabinett Colijn III

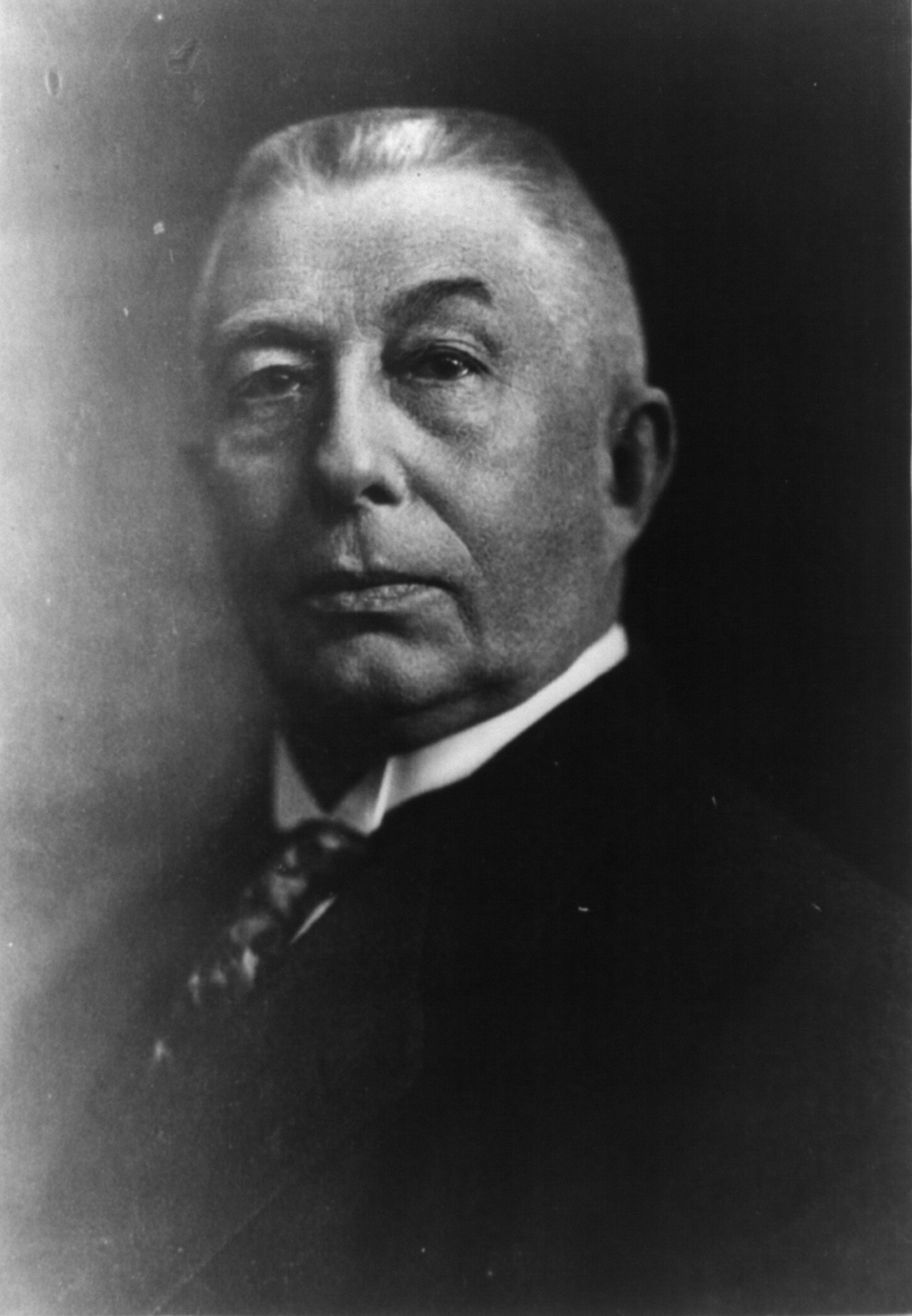
Ministerpräsident Hendrikus Colijn.

Das Kabinett Colijn III war die Regierung der Niederlande von 1935 bis 1937 unter Ministerpräsident Hendrikus Colijn, der bereits von 1925 bis 1926 Ministerpräsident war und das Amt erneut seit 1933 bekleidet. Dieses Kabinett war eine Fortsetzung des seit dem 26. Mai 1933 amtierenden zweiten Kabinetts Colijn mit leicht veränderter Zusammensetzung, insoweit ist die Bezeichnung Colijn III sachlich falsch. Insbesondere Colijn wollte jedoch nach dem Konflikt mit der römisch-katholischen RKSP-Fraktion in der Zweiten Kammer der Generalstaaten betonen, dass ein neues Kabinett gebildet worden sei. Dies erforderte jedoch eine Umstrukturierung und der Entlassungsantrag wurde erneut geprüft. Die finanziellen und wirtschaftlichen Probleme blieben zentral. 1936 beschloss das Kabinett, den Gulden abzuwerten. Das Kabinett musste sich zunehmend mit internationalen Spannungen auseinandersetzen, die insbesondere durch das Vorgehen der Nationalsozialistischen Bewegung NSB (Nationaal-Socialistische Beweging) auch Auswirkungen auf das eigene Land hatten.
Wie die Vorgängerregierung bestand das Kabinett aus Ministern der der Römisch-Katholischen Staatspartei RKSP (Roomsch-Katholieke Staatspartij), der Anti-Revolutionären Partei ARP (Anti-Revolutionaire Partij) und der Christlich-Historischen Union CHU (Christelijk-Historische Unie), des Freisinnig-Demokratischen Bundes VDB (Vrijzinnig Democratische Bond), des Freiheitsbundes VB (Vrijheidsbond) sowie einem parteilosen Minister. Nach der Kabinettskrise nahm das Kabinett am 31. Juli 1935 seine Arbeit wieder auf und trat am Wahltag, dem 25. Mai 1937, zurück. Das Kabinett verfügte seit der Parlamentswahl am 26. April 1933 mit 65 Sitzen (65 Prozent) in der Zweiten Kammer und 39 Sitzen (78 Prozent) in der Ersten Kammer über eine breite absolute Mehrheit. Nach der Parlamentswahl vom 26. Mai 1937, der letzten Wahl vor 1946, verfügten die Regierungsparteien über 56 Sitze (56 Prozent) in der Zweiten Kammer, aber nur noch über 13 Sitze (26 Prozent) in der Ersten Kammer. Das darauffolgende vierte Kabinett Colijn trat sein Amt am 24. Juni 1937 an.

## Bildung des Kabinetts

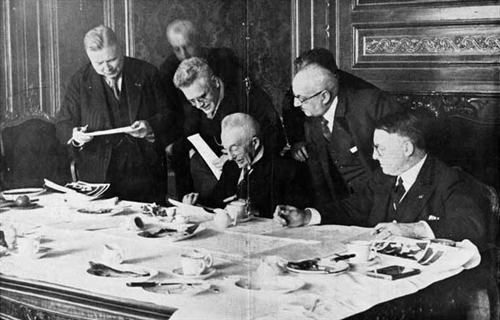
Die Mitglieder des Kabinetts bei einer Sitzung (Foto von Erich Salomon, 1936)

Nach der Kabinettskrise wurde der Vorsitzende der RKSP-Fraktion Piet Aalberse als „Formateur“ zunächst mit der Bildung eines parlamentarischen Kabinetts (Parlementair kabinet) beauftragt. Unterstützung für die Umsetzung dieses Auftrages konnte er jedoch nur bei der Sozialdemokratischen Arbeiterpartei SDAP (Sociaal Democratische Arbeiders Partij) finden, da der VDB an der Finanz- und Wirtschaftspolitik des Vorgängerkabinetts festhielt. Als Finanzminister war Pieter Oud vom VDB einer der Hauptverantwortlichen für diese Regierungspolitik.
Nach dieser gescheiterten Bildung bildete der bisherige Ministerpräsident Colijn ein neues Kabinett mit derselben politischen Grundlage wie das scheidende Kabinett. Es gab lediglich geringe personelle Veränderungen, bei der der bisherige Sozialminister Jan Rudolph Slotemaker de Bruine den Posten als Minister für Unterricht, Kunst und Wissenschaften.

## Politik und Gesetzgebung

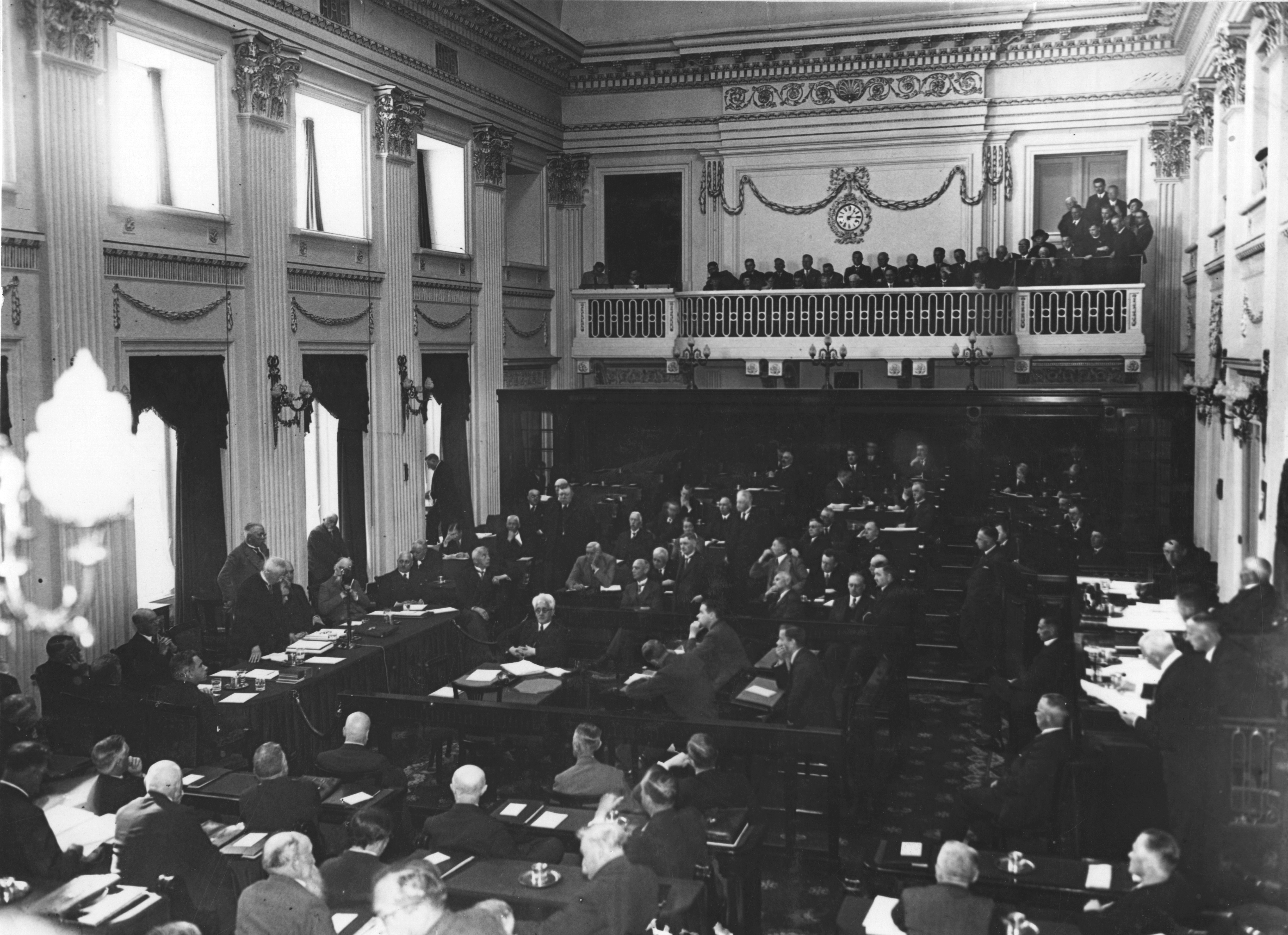
Ministerpräsident Colijn (links, stehend am Rednermikrofon) bei einer Regierungserklärung (1936)

Das Kabinett verbot paramilitärische Organisationen wie die WA (Weer Afdeling) des NSB durch ein separates Gesetz. In der internationalen Politik erregten 1936 die Annexion Abessiniens durch das faschistische Italien, die Besetzung des Rheinlandes durch Deutschland und der Spanische Bürgerkrieg Aufmerksamkeit. Alle drei waren Ausdruck zunehmender Aggression und Anspannung. Nach der Besetzung des Rheinlandes im März 1936 beschloss das Kabinett, die Winterarmee unter Waffen zu halten. Anschließend forderte der Ministerpräsident die Bevölkerung im Radio in väterlichem Ton auf, „genauso friedlich zu schlafen wie in den anderen Nächten“. Im Juli 1936 lehnte eine Mehrheit der Zweiten Kammer (RKSP, CHU, 8 ARP, VB, SGP, CDU, HGSP, NBTM) zwei Gesetzesentwürfe zur Senkung der Fixkosten ab. Finanzminister Oud zog daraufhin die Gesetzentwürfe zurück. Am 27. September 1936 wurde beschlossen, den Goldstandard durch Abwertung des Guldens aufzugeben, nachdem Frankreich und die Schweiz zuvor ihre Währungen abgewertet hatten.
Zur Stärkung der Armee wurde ein Verteidigungsfonds (Defensiefonds) eingerichtet. Ende 1936 erteilten die Generalstaaten die Erlaubnis zur Heirat von Kronprinzessin Juliana mit dem Deutschen Bernhard zur Lippe-Biesterfeld. Die Hochzeit fand im Januar 1937 statt. Innenminister Jacob Adriaan de Wilde leitete eine Verfassungsrevision ein. Dies sollte unter anderem ermöglichen, Abgeordnete mit revolutionären Neigungen aus dem Parlament auszuschließen. Dieser Vorschlag scheiterte jedoch letztendlich. Anderseits wurde die Möglichkeit geschaffen, Minister ohne Geschäftsbereich zu ernennen.
Die wichtigsten Gesetze waren:
- Gesetz zur Regelung der Zahlungsaussetzung 1935 (Wet tot regeling van de surséance van betaling)

Dadurch wurde den Gläubigern keine Aussicht mehr auf eine vollständige Zahlung geboten. Es genügte die Begründung, dass nicht ersichtlich sei, dass eine Befriedigung der Gläubiger im Nachhinein nicht mehr zu erwarten sei. Die Schuldner konnten den Anspruchsberechtigten eine Einigung anbieten. Während des Moratoriums ernannte das Gericht einen oder mehrere Verwalter, die die Angelegenheiten des Schuldners im Namen des Schuldners verwalten.
- Eisenbahnreorganisationsgesetz 1937 (Wet reorganisatie van het spoorwegbedrijf)

Am 1. Januar 1938 wurde die staatliche Eisenbahngesellschaft Nederlandse Spoorwegen N.V. zum Betrieb der Eisenbahnen gegründet. Der Staat wurde alleiniger Anteilseigner dieser Gesellschaft. Die Niederländische Eisenbahngesellschaft und die Gesellschaft zur Ausbeutung staatlicher Eisenbahnen wurden aufgelöst.
- Gesetz zur Erklärung von Allgemeinverbindlichkeit und Unverbindlichkeit von Tarifverträgen 1937 (Wet inzake het algemeen verbindend en onverbindend verklaren van Collectieve arbeidsovereenkomst / C.A.O.)

Dies ermöglichte es dem Minister, einen Tarifvertrag in einem Wirtschaftszweig für das ganze Land zu erlassen oder einen Teil davon verbindlich erklären. Die verbindliche Erklärung konnte nur auf Antrag eines oder mehrerer Arbeitgeber oder eines Arbeitgeber- oder Arbeitnehmerverbandes abgegeben werden. Er konnte zurückgezogen werden und ein Tarifvertrag konnte vom Minister auch für unverbindlich erklärt werden.

## Mitglieder des Kabinetts und Regierungsumbildungen

### Mitglieder des Kabinetts
Dem Kabinett gehörten folgende Personen an:
| Amt                                               | Amtsinhaber                                                  | Partei                | Beginn der Amtszeit             | Ende der Amtszeit               |
| ------------------------------------------------- | ------------------------------------------------------------ | --------------------- | ------------------------------- | ------------------------------- |
| Ministerpräsident                                 | Hendrikus Colijn                                             | ARP                   | 31. Juli 1935                   | 24. Juni 1937                   |
| Außenminister                                     | Andries Cornelis Dirk de Graeff                              | Parteiloser Liberaler | 31. Juli 1935                   | 24. Juni 1937                   |
| Justizminister                                    | Josef van Schaik                                             | RKSP                  | 31. Juli 1935                   | 24. Juni 1937                   |
| Innenminister                                     | Jacob Adriaan de Wilde                                       | ARP                   | 31. Juli 1935                   | 24. Juni 1937                   |
| Minister für Unterricht, Kunst und Wissenschaften | Jan Rudolph Slotemaker de Bruine                             | CHU                   | 31. Juli 1935                   | 24. Juni 1937                   |
| Finanzminister                                    | Pieter Oud                                                   | VDB                   | 31. Juli 1935                   | 24. Juni 1937                   |
| Verteidigungsminister                             | Laurentius Nicolaas Deckers Hendrikus Colijn (kommissarisch) | RKSP ARP              | 31. Juli 1935 2. September 1935 | 2. September 1935 24. Juni 1937 |
| Minister für Wasserwirtschaft                     | Otto Cornelis Adriaan van Lidth de Jeude                     | VB                    | 31. Juli 1935                   | 24. Juni 1937                   |
| Wirtschaftsminister                               | Henri Gelissen                                               | RKSP                  | 31. Juli 1935                   | 24. Juni 1937                   |
| Minister für Landwirtschaft und Fischerei         | Laurentius Nicolaas Deckers                                  | RKSP                  | 2. September 1935               | 24. Juni 1937                   |
| Sozialminister                                    | Marcus Slingenberg                                           | VDB                   | 2. September 1935               | 24. Juni 1937                   |
| Kolonialminister                                  | Hendrikus Colijn                                             | ARP                   | 2. September 1935               | 24. Juni 1937                   |

### Regierungsumbildungen
Es gab später ab dem 2. September 1935 mit dem bisherigen Verteidigungsminister Deckers auch einen eigenen Minister für Landwirtschaft und Fischerei. Da der Kandidat für das Verteidigungsministerium, der RKSP-Abgeordnete Carel Goseling, eine Ernennung ablehnte, übernahm Ministerpräsident und Kolonialminister Colijn auch die Leitung dieses Ministeriums.